# 優環
在交換代數中，尤其在代數幾何的應用中，優環（法文：anneau excellent、英文：excellent ring）是一類性質與完備局部環相近的交換諾特環。這類環首先由亞歷山大·格羅滕迪克定義。
代數幾何與數論中出現的諾特環通常都是優環，此外優環也與奇點消解相關；廣中平祐在1964年證明了特徵為零時的奇點消解定理。

## 定義
以下所論之環皆假定為么交換環。
- 一個包含域 {\displaystyle k} 的環 {\displaystyle R} 被稱作在 {\displaystyle k} 上是幾何正則的，若且唯若對任何有限擴張 {\displaystyle k'/k}，環 {\displaystyle R\otimes _{k}k'} 都是正則的。
- 一個環同態 {\displaystyle \phi :R\rightarrow S} 被稱作是正則的，若且唯若它是平坦的，且對任何 {\displaystyle {\mathfrak {p}}\in \mathrm {Spec} (R)} 其纖維 {\displaystyle S\otimes _{R}k({\mathfrak {p}})} 在剩餘域 {\displaystyle k({\mathfrak {p}})} 上幾何正則。
- 一個環 {\displaystyle R} 被稱作 G-環（或格羅滕迪克環），若且唯若它是諾特環，且所有的形式纖維都是幾何正則的；第二個條件意謂：對任何 {\displaystyle {\mathfrak {p}}\in \mathrm {Spec} (R)}，環同態

{\displaystyle R_{\mathfrak {p}}\rightarrow {\widehat {R_{\mathfrak {p}}}}} 是正則的。
- 一個環 {\displaystyle R} 被稱作是擬優環，若且唯若它是個 G-環，且對任意有限生成的 {\displaystyle R}-代數 {\displaystyle S}，{\displaystyle \mathrm {Spec} (S)} 的奇點集是閉的。
- 一個優環是一個泛鏈的擬優環。

實際應用中的諾特環幾乎都是泛鏈的，因此擬優環與優環幾無差別。
若一個局部諾特概形 {\displaystyle X} 上有開覆蓋 {\displaystyle U_{i}}，使得每個 {\displaystyle U_{i}} 都是優環的譜，則稱 {\displaystyle X} 為優概形。

## 優環的例子
- 完備局部諾特環，包括域。
- 特徵為零的戴德金環，包括整數環 {\displaystyle \mathbb {Z} }。
- {\displaystyle \mathbb {R} } 或 {\displaystyle \mathbb {C} } 上的收斂冪級數環。
- 優環的局部化仍為優環。
- 優環上的有限生成代數仍為優環。

以下將給出一個特徵 {\displaystyle p>0} 的一維局部正則環而非優環的例子。設 {\displaystyle k} 是一個特徵 p 的域，{\displaystyle [k:k^{p}]=\infty }，令 {\displaystyle R:=k[[X]]}，更令
{\displaystyle A:=\{\sum _{a_{i}}X^{i}\in R:[k^{p}(a_{1},\cdots ):k^{p}]<\infty \}}
則 {\displaystyle A} 有非幾何正則的的形式纖維，故非優環。
凡擬優環皆為永田雅宜環。

## 優概形與擬優概形
如果一個概形 {\displaystyle X} 有仿射開覆蓋 {\displaystyle X=\bigcup U_{\alpha }}，使得每個 {\displaystyle U_{\alpha }} 都是優環的譜，則稱 {\displaystyle X} 為優概形。此條件一旦對某個仿射開覆蓋滿足，則被所有仿射開覆蓋滿足。
擬優概形的定義類此。

## 奇點解消
擬優環與奇點解消問題關係密切，這似乎也是格羅滕迪克定義擬優環的動機。格羅滕迪克在 1965 年觀察到：若能在所有完備的局部諾特整環中消解奇點，則在所有既約的擬優環中亦然。廣中平祐在1964年證明了：特徵為零時，完備局部諾特整環中皆可消解奇點。因此在特徵為零的域上，凡優環皆可消解奇點。反之，若能在諾特環 {\displaystyle R} 上的所有有限生成整代數上消解奇點，則 {\displaystyle R} 是擬優環。

## 文獻
- V.I. Danilov, , Hazewinkel, Michiel  (编), , Springer, 2001, ISBN 978-1-55608-010-4
- A. Grothendieck,   J. Dieudonne,   Eléments de géométrie algébrique （页面存档备份，存于）  Publ. Math. IHES , 24, section 7 (1965)
- Hironaka, Heisuke Resolution of singularities of an algebraic variety over a field of characteristic zero. I,         II.  Ann. of Math. (2) 79 (1964), 109-203; ibid. (2)  79  1964 205-326.
- H. Matsumura, Commutative algebra ISBN 0-8053-7026-9, chapter 13.